# Nokia Morph
Nokia Morph è un concept mostrato nel 2008 in occasione della mostra "Design and The Elastic Mind" al Museum of Modern Art (MOMA) di New York. Questo prototipo è stato realizzato da Nokia Research Center in collaborazione con il Cambridge Nanoscience Centre. Lo scopo è di presentare tutti i possibili utilizzi delle nanotecnologie che Nokia ha intenzione di inserire nei suoi telefoni entro sette anni. Il prototipo presenta un componente principale che è una lastra di un materiale trasparente, il grafene, dotato di nanotecnologie che gli consentono di essere deformabile e di memorizzare la forma assunta. A questo si aggiunge un altro componente che contiene le parti meccaniche del telefono ed è slegato dal blocco principale: fotocamera, antenna, microfono, altoparlante ecc.

## Caratteristiche
- Deformabile: come già accennato la parte principale del telefono è una lastra realizzata con fibre che utilizzano lo stesso principio delle ragnatele, conferendo solidità e robustezza ma anche elasticità. Il telefono può così assumere la forma classica di telefono candybar, essere completamente aperto, come un foglio, per avere, ad esempio, una tastiera QWERTY molto ampia oppure un bracciale.
- Energia solare: grazie alla superficie rivestita di "nanoerba" il telefono è in grado di catturare l'energia solare durante il giorno, non necessitando quindi di una batteria.
- Autopulente: la superficie presenta anche una nanostruttura chiamata "Nanoflowers" (Nanofiori) che imita le capacità idrorepellenti di alcuni sistemi osservabili in natura, rendendo così il telefono in grado di far scivolare via lo sporco e le impronte, così come l'acqua.
- Analisi dell'aria: le nanotecnologie consentono anche al telefono di analizzare le tracce chimiche presenti nell'aria, sia per analizzarne le componenti e l'inquinamento, ma anche come nuova forma di interazione, permettendo ad esempio, di riconoscere una pietanza o qualunque altra cosa dall'odore che essa emette.
- Interfaccia aptica: il telefono è in grado di mostrare un'interfaccia in rilievo, variabile a seconda del contesto, in modo che i tasti, le barre ecc, siano realmente tridimensionali.

Nokia Morph è il primo concept di dispositivo mobile realizzato grazie alla nanotecnologia, che permette di controllare le proprietà fisiche delle nanostrutture e dei dispositivi, con la precisione di una singola molecola (è possibile avere 10.000 transistor in una zona grande quanto un pelo di insetto), e di essere invisibile all'occhio umano.
Morph è caratterizzato da una duttilità, flessibilità e resistenza innovative che lo rendono pronto a cambiare forma e apparenza in qualsiasi momento, può essere avviluppato o piegato e funziona sempre allo stesso modo. In più non necessita di pulizia, sembrerà sempre appena comprato, sempre grazie alle nanotecnologie. “Speriamo che questa combinazione tra arte e scienza mostrerà il potenziale delle nanotecnologie a un vasto pubblico. La ricerca che stiamo portando avanti è fondamentale per lo sviluppo di questo ramo e noi stiamo trovando sempre più modi sicuri e controllati per sviluppare questi materiali nuovi” dice Dr. Tapani Ryhanen, della NRC Cambridge UK laboratory Nokia.